# Jeppe Riber
Jeppe Riber Hansen (født 18. april 1985 i Esbjerg) er en tidligere dansk håndboldspiller, der spillede for Skjern Håndbold og Ribe-Esbjerg HH i Håndboldligaen indtil 2013, hvor han stoppede karrieren. Efter han stoppede karrieren vendte han kortvarigt tilbage til håndbolden i 2014 for at hjælpe sin tidligere klub Ribe-Esbjerg, der var plaget af skader.
Han var topscorer i den regulære sæson i 2012/2013.
Efter håndbolden har han arbejdet som bankmand.

## Eksterne links
- Spillerinfo Arkiveret 19. juli 2011 hos  Wayback Machine